# Anacis umbrifera
Anacis umbrifera är en stekelart som beskrevs av Porter 2003. Anacis umbrifera ingår i släktet Anacis och familjen brokparasitsteklar. Inga underarter finns listade i Catalogue of Life.